# Ctenus bicolor
Ctenus bicolor är en spindelarta som först beskrevs av Philipp Bertkau 1880.  
Ctenus bicolor ingår i släktet Ctenus och familjen Ctenidae. Inga underarter finns listade i Catalogue of Life.